# 科怡路站
科怡路站是一个位于中国北京市丰台区新村街道南四环西路、科怡路交叉口，属于北京地铁9号线的地铁车站。于2011年12月31日随9号线南段开通同时启用。

## 位置
该站位于北京市区西南部，南四环西路（东西向）和科怡路（南北向）交汇处北侧，呈南北走向。

## 结构

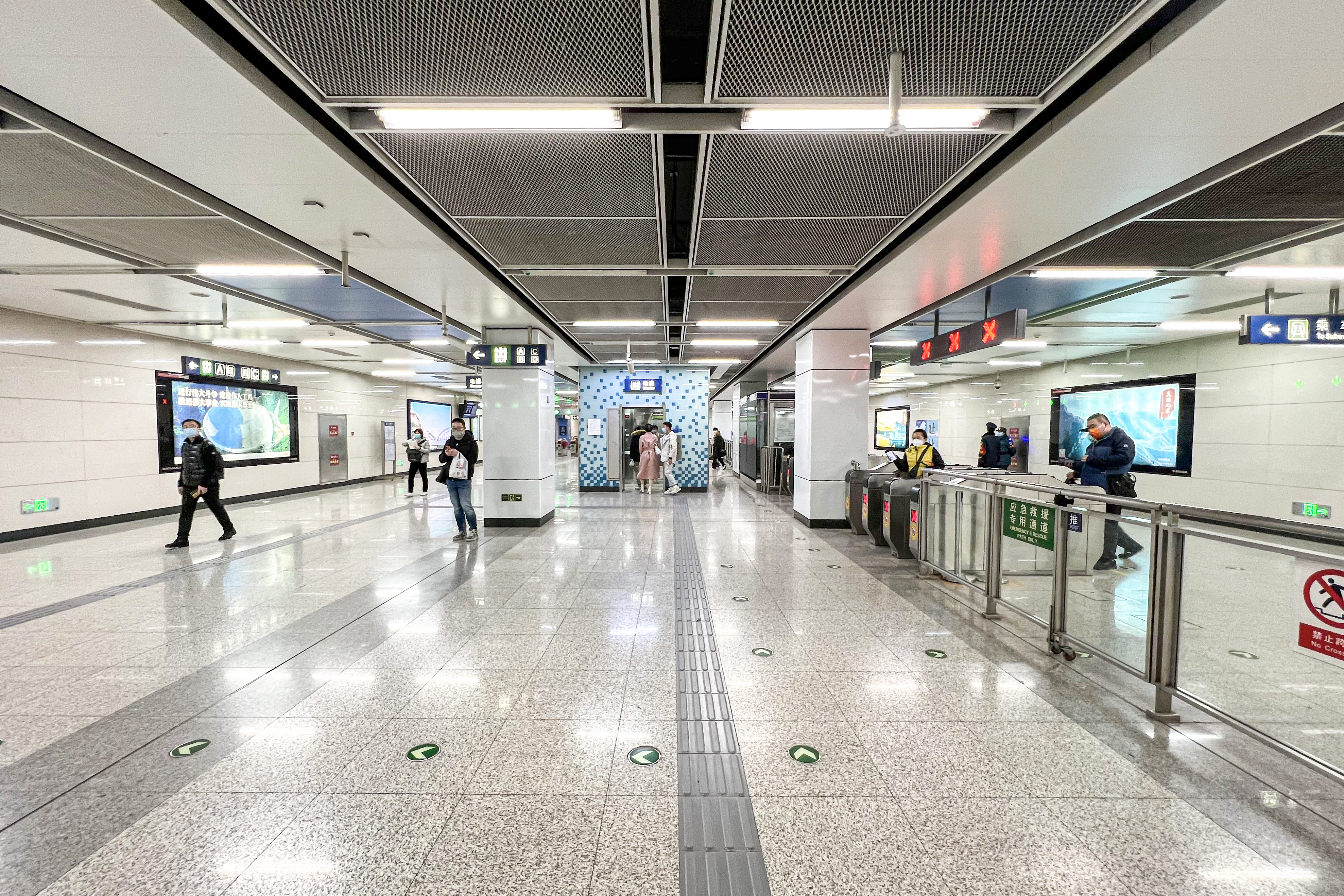
站厅

该站为地下车站，岛式站台设计。由于临近丰台科技园，车站装饰色调为“充满幻想的蓝紫色系”。
| 地面层          | 街道                                                            | A-D出入口                                                |
| 地下一层 站厅层 | 站厅                                                            | 客务中心、自动售票机、进出站闸机                         |
| 地下二层 站台层 |                                                                 | █ 9号线常规列车／ █ 房山线跨线车往国家图书馆（丰台南路） |
| 地下二层 站台层 | 岛式站台，左側開门                                              |                                                          |
| 地下二层 站台层 | █ 9号线常规列车往郭公庄／ █ 房山线跨线车往阎村东 （丰台科技园） |                                                          |

## 出入口
|                       |        |                                                        |      |            |  |
| 编号                  | 指示   | 建议前往的目的地                                       | 图片 | 无障碍设施 |  |
| 出口 · A · 升降机标志 | 科怡路 | 帝京路、北京丰台第五小学科丰校区                       |      |            |  |
| 出口 · B              | 科怡路 | 康辛南路、怡海花园（西门）、北京市第二实验小学怡海分校 |      | 不適用     |  |
| 出口 · C · 升降机标志 | 科怡路 | 南四环路（北侧）、怡海花园（南门）                     |      |            |  |
| 出口 · D              | 科怡路 | 南四环路（北侧）、邻枫路、科丰桥、科技大道             |      | 不適用     |  |
| 註： 設有             |        |                                                        |      |            |  |